# St. Paul (Nebraska)
St. Paul es una ciudad ubicada en el condado de Howard en el estado estadounidense de Nebraska. En el Censo de 2010 tenía una población de 2290 habitantes y una densidad poblacional de 795,84 personas por km².

## Geografía
St. Paul se encuentra ubicada en las coordenadas 41°12′51″N 98°27′35″O / 41.21417, -98.45972. Según la Oficina del Censo de los Estados Unidos, St. Paul tiene una superficie total de 2.88 km², de la cual 2.88 km² corresponden a tierra firme y (0%) 0 km² es agua.

## Demografía
Según el censo de 2010, había 2290 personas residiendo en St. Paul. La densidad de población era de 795,84 hab./km². De los 2290 habitantes, St. Paul estaba compuesto por el 98.12% blancos, el 0.31% eran afroamericanos, el 0.13% eran amerindios, el 0.13% eran asiáticos, el 0% eran isleños del Pacífico, el 0.04% eran de otras razas y el 1.27% pertenecían a dos o más razas. Del total de la población el 1.4% eran hispanos o latinos de cualquier raza.